# Dave Sutter
Dave Raoul Sutter  né le 21 février 1992 à Douala, est un joueur professionnel suisse-camerounais de hockey sur glace. Il est actuellement défenseur au HC Fribourg-Gottéron.

## Biographie

### Enfance et débuts
Né le 21 février 1992 à Douala Dave Sutter vit ses premières années dans sa ville natale, élevé par les frères et sœurs de sa mère, qui est en Suisse. À quatre ans, il déménage en Suisse, à Monthey, et retrouve sa mère, qui s’y marie avec un nouvel homme, son père étant décédé.
Jusqu'à ses 15 ans, Dave joue également au football, jusque dans les sélections cantonales, avant de ne garder que le hockey sur glace,. Dans un premier temps, ses camarades se moquent de son faible niveau de patinage, mais son caractère le pousse à se surpasser et à leur prouver le contraire.
Parmi ses inspirations, Dave place Floyd Mayweather et Cristiano Ronaldo, deux sportifs « qui ont déjà tout maintenant mais qui en veulent toujours plus (...), des travailleurs acharnés ».

### Formation
C'est en Valais, dans sa ville de Monthey, que Dave commence le hockey sur glace. Il dispute quelques matchs avec l'équipe de 1ère ligue en 2006-2007, avant de partir à Genève et rejoindre l'équipe U17-Elit du GSHC. Trois ans plus tard, alors âgé de 18 ans, Dave s'envole pour les États-Unis et la WHL, où il joue pour les Seattle Thunderbirds. Deux ans et un mondial junior plus tard, le défenseur rentre au pays.

### Carrière professionnelle

#### La LNB
De retour à Genève, Dave fait ses débuts en LNA avec la première équipe, mais est principalement prêté en LNB au Red Ice Martigny, où il passe deux saisons. S'ensuit une année au HC La Chaux-de-Fonds, dans la même ligue, et un prêt de deux matchs à Fribourg.

#### La LNA
Depuis la saison 2015-2016, Dave est établi en LNA, bientôt renommée National League. Il évolue dans un premier temps à Bienne pendant deux ans, puis trois à Zurich, où il devient champion suisse. En 2020, le Valaisan s'engage avec Fribourg-Gottéron, où il est encore sous contrat jusqu'en 2025.

## Statistiques
| Saison    | Équipe                  | Ligue            |                   | Saison régulière  | Saison régulière  | Saison régulière  | Saison régulière  | Saison régulière  |                   | Séries éliminatoires | Séries éliminatoires | Séries éliminatoires | Séries éliminatoires | Séries éliminatoires |
| Saison    | Équipe                  | Ligue            | PJ                | B                 | A                 | Pts               | Pun               | PJ                | B                 | A                    | Pts                  | Pun                  |                      |                      |
| 2006-2007 | HC Monthey              | 1re ligue        | 3                 | 0                 | 0                 | 0                 | 0                 | 2                 | 0                 | 0                    | 0                    | 0                    |                      |                      |
| 2008-2009 | Genève-Servette HC U20  | Juniors Élites A | 5                 | 0                 | 1                 | 1                 | 0                 | -                 | -                 | -                    | -                    | -                    |                      |                      |
| 2009-2010 | Genève-Servette HC U20  | Juniors Élites A | 37                | 6                 | 14                | 20                | 26                | 3                 | 0                 | 0                    | 0                    | 0                    |                      |                      |
| 2010-2011 | Thunderbirds de Seattle | LHOu             | 71                | 1                 | 10                | 11                | 65                | -                 | -                 | -                    | -                    | -                    |                      |                      |
| 2011-2012 | Thunderbirds de Seattle | LHOu             | 66                | 5                 | 14                | 19                | 40                | -                 | -                 | -                    | -                    | -                    |                      |                      |
| 2012-2013 | Genève-Servette HC      | LNA              | 3                 | 0                 | 0                 | 0                 | 2                 | -                 | -                 | -                    | -                    | -                    |                      |                      |
| 2012-2013 | HC Red Ice              | LNB              | 43                | 3                 | 9                 | 12                | 39                | 6                 | 0                 | 2                    | 2                    | 6                    |                      |                      |
| 2013-2014 | HC Red Ice              | LNB              | 45                | 3                 | 11                | 14                | 43                | 4                 | 0                 | 0                    | 0                    | 2                    |                      |                      |
| 2014-2015 | HC La Chaux-de-Fonds    | LNB              | 44                | 5                 | 7                 | 12                | 6                 | 7                 | 3                 | 1                    | 4                    | 2                    |                      |                      |
| 2014-2015 | HC Fribourg-Gottéron    | LNA              | 2                 | 0                 | 0                 | 0                 | 0                 | -                 | -                 | -                    | -                    | -                    |                      |                      |
| 2015-2016 | HC Bienne               | LNA              | 50                | 4                 | 8                 | 12                | 8                 | 12                | 1                 | 3                    | 4                    | 0                    |                      |                      |
| 2016-2017 | HC Bienne               | LNA              | 50                | 2                 | 15                | 17                | 12                | 5                 | 0                 | 2                    | 2                    | 27                   |                      |                      |
| 2017-2018 | ZSC Lions               | LNA              | 43                | 0                 | 13                | 13                | 8                 | 18                | 1                 | 5                    | 6                    | 4                    |                      |                      |
| 2018-2019 | ZSC Lions               | LNA              | 34                | 1                 | 4                 | 5                 | 10                | 2                 | 0                 | 0                    | 0                    | 0                    |                      |                      |
| 2019-2020 | ZSC Lions               | LNA              | 32                | 0                 | 1                 | 1                 | 6                 | -                 | -                 | -                    | -                    | -                    |                      |                      |
| 2020-2021 | HC Fribourg-Gottéron    | LNA              | 51                | 1                 | 3                 | 4                 | 24                | 5                 | 1                 | 0                    | 1                    | 2                    |                      |                      |
| 2021-2022 | HC Fribourg-Gottéron    | LNA              | 49                | 2                 | 10                | 12                | 49                | 9                 | 0                 | 4                    | 4                    | 2                    |                      |                      |
| 2022-2023 | HC Fribourg-Gottéron    | LNA              | 51                | 1                 | 4                 | 5                 | 8                 | 2                 | 0                 | 0                    | 0                    | 0                    |                      |                      |
| 2023-2024 | HC Fribourg-Gottéron    | LNA              | Saison en cours ? | Saison en cours ? | Saison en cours ? | Saison en cours ? | Saison en cours ? | Saison en cours ? | Saison en cours ? | Saison en cours ?    | Saison en cours ?    | Saison en cours ?    |                      |                      |

| Année     | Équipe               | Compétition                  |   | PJ | B | A | Pts | Pun | +/-                 |  | Résultat |
| 2010      | Suisse -18 ans       | Championnat du monde -18 ans | 6 | 0  | 2 | 2 | 2   | 0   | 5e place            |  |          |
| 2012      | Suisse -20 ans       | Championnat du monde -20 ans | 6 | 0  | 0 | 0 | 4   | 0   | 8e place            |  |          |
| 2014-2015 | HC La Chaux-de-Fonds | Coupe de Suisse              | 1 | 0  | 0 | 0 | 0   |     | Seizièmes de finale |  |          |